# Korkeussaari
Korkeussaari är öar i Finland. De ligger i Finska viken och i kommunen Fredrikshamn i den ekonomiska regionen  Kotka-Fredrikshamn i landskapet Kymmenedalen, i den södra delen av landet. Öarna ligger nära Kotka och omkring 120 kilometer öster om Helsingfors.
Arean för den av öarna koordinaterna pekar på är 13,5 hektar och dess största längd är 0,6 kilometer i öst-västlig riktning. Ön höjer sig omkring 10 meter över havsytan.